# Romain Rolland
Romain Rolland (Clamecy, 29. siječnja 1866. – Vezelay, 30. prosinca 1944.), francuski romanopisac, dramatičar i muzikolog.
Objavio je mnogo radova o glazbi i glazbenicima, a u središtu njegova interesa je Ludwig van Beethoven. Pisao je romansirane biografije i drugih velikih ljudi. Godine 1915. dobio je Nobelovu nagradu. Zaoštravanjem političkih prilika u Europi sve više se priklanja ljevici i deklarira se kao pristaša komunizma. Ostavio je golemu korespodenciju s Tolstojem, Gandhijem, Gorkim, Rilkeom, Zweigom i drugim istaknutim suvremenicima.

## Djela
- "Muzičari prošlosti",
- "Život Beethovena",
- "Tolstoj",
- "Jean Christophe",
- "Iznad svjetine",
- "Očarana duša",